# Кървав орел
Кървав орел е вид на изтезание и смъртно наказание споменато в скандинавските саги и легенди.
Екзекуцията се състои в това, че ребрата на жертвата се отделят от гръбначния стълб и се разтварят към страните, после раните се поръсват със сол, а белите дробове се изваждат през отвора, за да оформят крила на „кървав орел“.
Според скандинавската стихове и предания жертви на кървавия орел са: Ела от Нортумбрия, Халфдан, Маелгуалай, Алфендж.